# Álex Valle (humorista)
José Alejandro Valle López (Trujillo, 21 de abril de 1900-Lima, 3 de julio de 1985), conocido simplemente como Álex Valle, fue un actor y humorista peruano. Fue una de las figuras emblemáticas en los programas humorísticos del país, especialmente en el estilo criollo de la secuencia cómica La santa paciencia.

## Biografía
Nacido en Trujillo, se inició en la comicidad en los años veinte.
Desde los años sesenta, incursionó en el circo; pero se inició en la televisión con el programa La escalera del triunfo, de Augusto Ferrando, en el que interpretó al doctor Rochabús. Continuó en el proceso creativo de El tornillo. Uno de los segmentos fue «La santa paciencia», en el que asumió el rol de pacificador junto a Fernando Farrés como el burócrata y Antonio Salim como el ciudadano.
Posteriormente participó en espacios cómicos de Panamericana Televisión, volviéndose un referente en el estilo clásico. Entre sus participaciones está Risas y salsa con el segmento «El burócrata», como el doctor Chantada. En 1972, grabó su long play de solo chistes: La carcajada.
Además, fue imagen principal de la marca de turrones San José, que caracterizó la palabra suavecito como rasgo característico de la marca.
Falleció el 3 de julio de 1985 en Lima.